# カルロ・ボノーミ
カルロ・ボノーミ（Carlo Bonomi）、またはジャンカルロ・ボノーミ（Giancarlo Bonomi、1937年3月12日 - 2022年8月6日）は、イタリアの男性俳優、声優。
アニメーション『ラ・リネア』の登場人物や『カロゼッロ』の多数のわき役の声を当てた。また、ピングー・シリーズ（『ピングー in ザ・シティ』を除く）の全ての声も担当している。『オズの魔法使い』でのフランク・モーガン（オズの魔法使いやマーヴェル博士役）担当の声優も行った。

## 人物
リネアやピングーでは 存在する言語の擬声語や擬音を使いつつ雑音や様々な音をまねた、彼の考え出した言語を使用した。